# 蘇戈亞克湖
55°22′04″N 61°43′30″E / 55.36778°N 61.72500°E
蘇戈亞克湖（俄语：Сугояк），是俄羅斯的湖泊，位於該國西南部車里雅賓斯克州，由紅軍區負責管轄，面積13.4平方公里，海拔高度205米，平均水深4米，最大水深7米。